# Saturnino de la Fuente García
Pour les articles homonymes, voir Fuente et García.
Saturnino de la Fuente García était un supercentenaire espagnol, né le 11 février 1909 à León et mort le 18 janvier 2022 dans la même ville à l'âge de presque 113 ans. Il devient doyen masculin de l'humanité le 12 août 2021.
À sa mort, c'est le supercentenaire vénézuélien Juan Vicente Pérez Mora qui devient le nouveau doyen masculin de l'humanité.

## Biographie
Il commence sa vie à León. À l'âge de 9 ans, il attrape la grippe espagnole mais survit. Il épouse Antonina Barrio Gutiérrez en 1933 avec qui il a huit enfants, dont un meurt étant enfant. En 1936, il ne participe pas à la guerre d'Espagne en raison de sa taille (1,50 m). En 1937 il survit à un crash d'avion. Il est passionné de football et crée un club en 1927.
Avant sa mort, il avait 14 petits-enfants et 22 arrière-petits-enfants.

## Longévité
- À ses 110 ans, il est la huitième personne la plus âgée d'Espagne[6].
- Il est vice-doyen d'Espagne après Maria Branyas Morera[7]
- Il est devenu le doyen masculin d'Europe le 27 juin 2020[1].
- Le 12 août 2021, il devient le doyen masculin de l'humanité[3].